# Bino (partícula)
En física de partículas, concretamente en supersimetría, un bino es un hipotético fermión de Majorana supercompañero del bosón de gauge del campo de gauge U(1) correspondiente a la hipercarga débil. Según la mínima extensión supersimétrica del Modelo estándar, el bino tendría espín 1/2 y una masa situada entre los 215 GeV y 700 GeV. Actualmente se están llevando a cabo diversos experimentos en el LHC para poder detectarlo.